# Coupe d'Espagne de football 2017-2018
Navigation
Coupe d'Espagne 2016-2017 Coupe d'Espagne 2018-2019
La Coupe d'Espagne de football 2017-2018, ou Coupe du Roi, est la 115e édition de cette compétition. La finale a lieu à Madrid le 21 avril 2018 au stade Wanda Metropolitano entre le FC Barcelone et le Séville FC.
83 équipes de première, deuxième et troisième division prennent part à la compétition. Les équipes filiales (équipes réserves) ne participent pas. Le vainqueur de la Coupe du Roi se qualifie pour disputer la phase de groupes de la Ligue Europa 2018-2019 et pour la Supercoupe d'Espagne 2018.
Le FC Barcelone conserve son titre, battant en finale le Séville FC sur le score de 5-0.

## Équipes qualifiées
Sont qualifiées pour la Coupe du Roi 2017-2018 :
- les vingt équipes de Première division ;
- les vingt-deux équipes de Segunda División A ;
- vingt-cinq équipes de Segunda División B. Ce sont les cinq premiers de chacun des quatre groupes qui composent la Segunda División B, plus les cinq équipes avec le plus de points à la fin de la saison précédente, qui participent à la Coupe du Roi ;
- dix-huit équipes de Tercera División. Ce sont les champions 2017 de chacun des 18 groupes qui composent la Tercera División qui participent à la Coupe du Roi.

## Résultats

### Seizièmes de finale
| Club                 | Match aller | Total  | Match retour | Club             |
| -------------------- | ----------- | ------ | ------------ | ---------------- |
| FC Cartagena         | 0 - 3       | 0 - 7  | 0 - 4        | Séville FC       |
| CD Numancia          | 2 - 1       | 3 - 2  | 1 - 1        | Málaga CF        |
| Getafe CF            | 0 - 1       | 0 - 4  | 0 - 3        | Deportivo Alavés |
| Real Saragosse       | 0 - 2       | 1 - 6  | 1 - 4        | Valence CF       |
| Cadix CF             | 1 - 2       | 6 - 5  | 5 - 3        | Real Betis       |
| Real Murcie          | 0 - 3       | 0 - 8  | 0 - 5        | FC Barcelone     |
| SD Formentera        | 1 - 1       | 2 - 1  | 1 - 0        | Athletic Bilbao  |
| SD Ponferradina      | 1 - 0       | 1 - 3  | 0 - 3        | Villarreal CF    |
| Real Valladolid      | 1 - 2       | 1 - 3  | 0 - 1        | CD Leganés       |
| SD Eibar             | 1 - 2       | 1 - 3  | 0 - 1        | Celta Vigo       |
| Elche CF             | 1 - 1       | 1 - 4  | 0 - 3        | Atlético Madrid  |
| Lleida Esportiu      | 0 - 1       | 3E - 3 | 3 - 2        | Real Sociedad    |
| Deportivo La Corogne | 1 - 4       | 4 - 6  | 3 - 2        | UD Las Palmas    |
| Girona FC            | 0 - 2       | 1 - 3  | 1 - 1        | Levante UD       |
| CF Fuenlabrada       | 0 - 2       | 2 - 4  | 2 - 2        | Real Madrid CF   |
| CD Tenerife          | 0 - 0       | 2 - 3  | 2 - 3        | RCD Espanyol     |

### Huitièmes de finale
Le tirage au sort a lieu le 5 décembre 2017.
| Club            | Match aller | Total   | Match retour | Club             |
| --------------- | ----------- | ------- | ------------ | ---------------- |
| Lleida Esportiu | 0 - 4       | 0 - 7   | 0 - 3        | Atlético Madrid  |
| SD Formentera   | 1 - 3       | 1 - 5   | 0 - 2        | Deportivo Alavés |
| Cadix CF        | 0 - 2       | 1- 4    | 1 - 2        | Séville FC       |
| UD Las Palmas   | 1 - 1       | 1 - 5   | 0 - 4        | Valence CF       |
| Celta Vigo      | 1 - 1       | 1 - 6   | 0 - 5        | FC Barcelone     |
| CD Leganés      | 1 - 0       | E 2 - 2 | 1 - 2        | Villarreal CF    |
| RCD Espanyol    | 1 - 2       | 3 - 2   | 2 - 0        | Levante UD       |
| CD Numancia     | 0 - 3       | 2 - 5   | 2 - 2        | Real Madrid CF   |

### Quarts de finale
Le tirage au sort a lieu le 12 janvier 2018.
| Club            | Match aller | Total           | Match retour | Club             |
| --------------- | ----------- | --------------- | ------------ | ---------------- |
| CD Leganés      | 0 - 1       | E 2 - 2         | 2 - 1        | Real Madrid CF   |
| Valence CF      | 2 - 1       | 3 - 3 3 - 2 tab | 1 - 2        | Deportivo Alavés |
| RCD Espanyol    | 1 - 0       | 1 - 2           | 0 - 2        | FC Barcelone     |
| Atlético Madrid | 1 - 2       | 2 - 5           | 1 - 3        | Séville FC       |

### Demi-finales
| Club         | Match aller | Total | Match retour | Club       |
| ------------ | ----------- | ----- | ------------ | ---------- |
| FC Barcelone | 1 - 0       | 3 - 0 | 2 - 0        | Valence CF |
| CD Leganés   | 1 - 1       | 1 - 3 | 0 - 2        | Séville FC |

Le FC Barcelone atteint les demi-finales pour la huitième fois consécutive et la finale pour la cinquième fois consécutive.

### Finale
| Finale                   | Séville FC | 0-5   | FC Barcelone                                                   | Stade Wanda Metropolitano, Madrid |  |
| 21 avril 2018 21:30 CEST |            | (0-3) | Suárez 14e 40e · Messi 31e · Iniesta 52e · Coutinho 69e (pen.) |                                   |  |